# 오하시 노조미
오하시 노조미(일본어: 大橋のぞみ, 1999년 5월 9일 ~ )는 일본의 아역 배우 겸 가수이다.

## 개요
3세 때 재연 드라마를 시작하며 아역 배우로 데뷔하였다. 2007년 12월 5일, 영화 《벼랑 위의 포뇨》 주제가를 일본어 한국어로 부르며 가수로서도 데뷔하였다. 2008년 12월 31일에 열린 《제59회 NHK 홍백가합전》에 출장하였으며, 9세 7개월이라는 최연소 출연자로서 고노 요시유키의 11세 10개월의 기록을 54년만에 갱신하였다. 이 무대를 끝으로 후지오카 후지마키와 오하시 노조미는 해체하였다.
2009년 4월에는 후지 TV 《하얀 봄》과 NTV 《더 퀴즈 쇼》에 함께 출연하였다. 같은 해 5월 5일에는 《하얀 봄》에 함께 출연한 아베 히로시의 소개로 《모리타 가즈요시 아워 와랏테이이토모! - 텔레폰 쇼킹》에 출연하였다. 다음 출연자로는 《벼랑 위의 포뇨》로 함께 활동했던 후지오카 후지마키를 소개하였다. 같은 해 12월 31일에 열린 《제60회 NHK 홍백가합전》에서는 기획 코너 〈어린이 홍백가합전〉에 출장해 "논짱 구름에 올라"와 " 벼랑 위의 포뇨 (오하시 버전)"을 메들리로 불렀다.
2012년 4월부터 중학교에 진학하며, 학업에 전념하기 위해 연예계를 은퇴하였다.

## 인물
- 초등학교에서 반장과,[2] 도서위원을 맡은 적이 있다.[3]

### 가족
- 3자매 중 막내이고, 7살과 4살 연상의 언니가 있다.
- 구라는 이름의 프렌치 불도그와, 모타라는 이름의 금붕어를 키우고 있다.

### 취향·기호
- 좋아하는 가수는 코다 쿠미.[4]
- 프로 야구 요미우리 자이언츠의 팬이다.[5] 좋아하는 선수는 다카하시 요시노부와 사카모토 하야토.
- 특기는 외발자전거,[2] 죽마, 공기놀이.

## 에피소드
- 2008년 12월에 출연한 《오샤레이즘》에서 사회자 우에다 신야의 "지금까지 가장 기뻤던 일은?"이란 질문에 "태어난 것"이라고 대답하였다. 우에다는 "진중하네"라고 평했고, 그 후 오하시 노조미의 발언은 '진중한 이야기'로 소개되었다.

- 《벼랑 위의 포뇨》 주제가를 불러 "포뇨다!"라는 말을 듣지만, 오하시 노조미는 포뇨가 아닌 '카렌'을 연기하였다.

## 음반

### 싱글
- 벼랑 위의 포뇨 (2007년 12월 5일) - 후지오카 후지마키와 오하시 노조미로 표기. 《벼랑 위의 포뇨》 주제가.

- 판다의 꿈 (2011년 7월 27일)

### 앨범
- 벼랑 위의 포뇨 이미지 앨범

- 논짱 구름에 올라 (2008년 12월 24일)

## 출연

### 텔레비전 드라마
- 2004년 《인간의 증명》
- 2005년 《기묘한 이야기 - 당신의 이야기》 - 이시카와 마미 역
- 2006년 《원장선생님은 명탐정》 - 하야시다 아카네 역
- 2006년 《날개가 부러진 천사들 - 슬롯》 - 시모조 요코 역
- 2007년 《수권전대 게키레인저》 제1화
- 2009년 《정말로 있었던 무서운 이야기 - 홀린 산》 - 니노미야 에리나 역
- 2009년 《하얀 봄》 - 무라카미 사치 역
- 2009년 《더 퀴즈 쇼》 - 사에도 미노리 역
- 2009년 《찾자! 일본인이 잊은 것 - 제2화 "가족"이 잊은 것 - 해피 버스데이》 - 후지와라 아스카 역
- 2010년 《강철의 여자》 - 나카노 아이리 역
- 2010년 《우주대작전》 - 라이카 역
- 2010년 《수의사 두리틀》
- 2011년 《강철의 여자 시즌2》 - 나카노 아이리 역
- 2011년 《돈★키호테》 무라마츠 치카 역 (제9화)

### 영화
- 2005년 《우리 개 이야기》 - 미카 역
- 2005년 《루나하이츠》 - 기시베 안나 역
- 2006년 《루나하이츠2》 - 기시베 안나 역
- 2011년 《가장 좋아하는 신발을 신으면 (나와 쿠타의 작은 모험)》 - 스기하라 에미 역

### 극장판 애니메이션
- 2008년 《벼랑 위의 포뇨》 - 카렌 역
- 2010년 《명탐정 코난 - 천공의 난파선》 - 가와구치 사토시 역
- 2010년 《체브라시카》 - 체브라시카 역